# Scatimus strandi
Scatimus strandi är en skalbaggsart som beskrevs av Vladimir Balthasar 1939. Scatimus strandi ingår i släktet Scatimus och familjen bladhorningar. Inga underarter finns listade i Catalogue of Life.